# العلاقات الإسرائيلية الفرنسية
العلاقات الإسرائيلية الفرنسية هي العلاقات الثنائية التي تجمع بين إسرائيل وفرنسا. في أوائل خمسينيات القرن الماضي، حافظت الدولتان على علاقات سياسية وعسكرية وثيقة. كانت فرنسا المورد الرئيسي للأسلحة لإسرائيل حتى الانسحاب الفرنسي من الجزائر عام 1962. قبل ثلاثة أيام من اندلاع حرب عام 1967، فرضت حكومة شارل ديغول حظرًا على توريد الأسلحة إلى المنطقة، وكان تأثيره الأكبر على إسرائيل.
تحسنت العلاقات الثنائية بشكل كبير في عهد فرانسوا ميتران في أوائل الثمانينيات. وكان ميتران أول رئيس فرنسي يزور إسرائيل أثناء توليه منصبه. وبعد انتخاب جاك شيراك رئيسًا عام 1995، تراجعت علاقة فرنسا بإسرائيل بسبب دعمه شيراك لياسر عرفات خلال المراحل الأولى من الانتفاضة الثانية. وبعد انتخابه رئيسًا في مايو 2007، قال نيكولا ساركوزي إنه سيرفض استقبال أي زعيم عالمي لا يعترف بحق إسرائيل في الوجود. وخلال رئاسة إيمانويل ماكرون وخلال الحرب على غزة حتى أوقف تدفق الأسلحة الفرنسية إلى إسرائيل وشجع الآخرين على القيام بذلك في مؤتمر عُقد في 5 أكتوبر 2024.

## العلاقات الثقافية والعلمية والتقنية

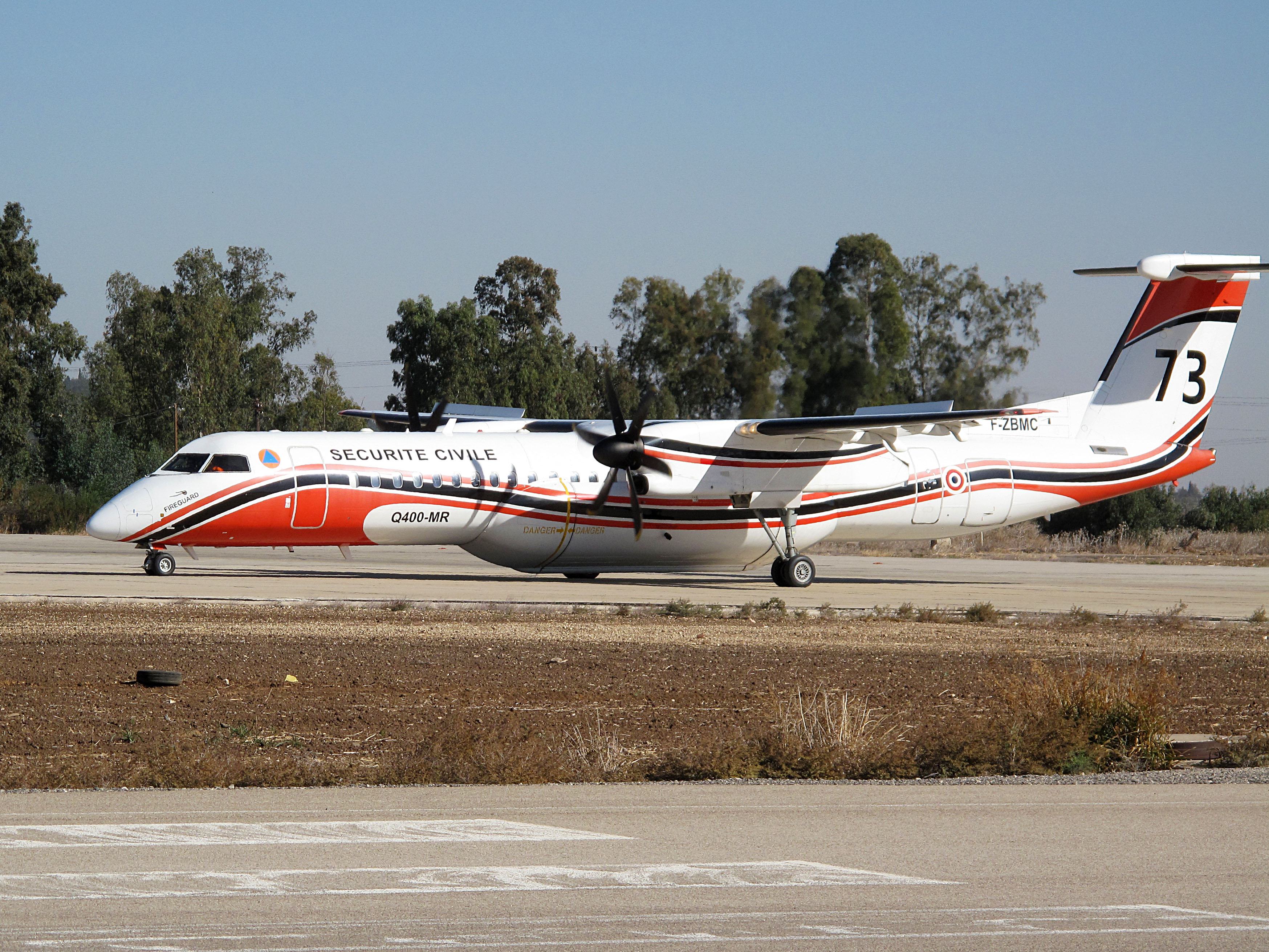
طائرة إطفاء فرنسية (بومباردييه داش-8) تستعد للإقلاع في شمال إسرائيل

ويرتكز التعاون الثقافي والتكنولوجي والعلمي بين فرنسا وإسرائيل على اتفاقيات ثنائية يعود تاريخها إلى عام 1959.
في يونيو/حزيران 2007، افتُتح معهد فرنسي جديد في تل أبيب. واحتفالًا بالذكرى الستين لاستقلال إسرائيل، كانت إسرائيل الضيف الرسمي في معرض باريس السنوي للكتاب في مارس/آذار 2008.
منذ عام 2004، أُطلقت برامج بحثية في مجال الشبكات في مجالات علم الوراثة الطبية، والرياضيات، والتصوير الطبي والبيولوجي ، بالإضافة إلى المعلوماتية الحيوية، بمشاركة ما يقرب من 100 باحث في كل منها. ومن المتوقع طرح برامج جديدة في مجالات علم الجينوم، وأبحاث السرطان، وعلم الأعصاب، والفيزياء الفلكية، والروبوتات.
وكجزء من المهرجان الفرنسي للطهي "فرنسي للغاية، جيد للغاية"، زار 12 من كبار الطهاة الفرنسيين إسرائيل في فبراير/شباط 2013 للعمل مع الطهاة الإسرائيليين وإقامة دروس متقدمة.

## البعثات الدبلوماسية
- لدى فرنسا سفارة في تل أبيب وقنصلية عامة في حيفا.[17]
- لدى إسرائيل سفارة في باريس وقنصلية عامة في مرسيليا.[18]

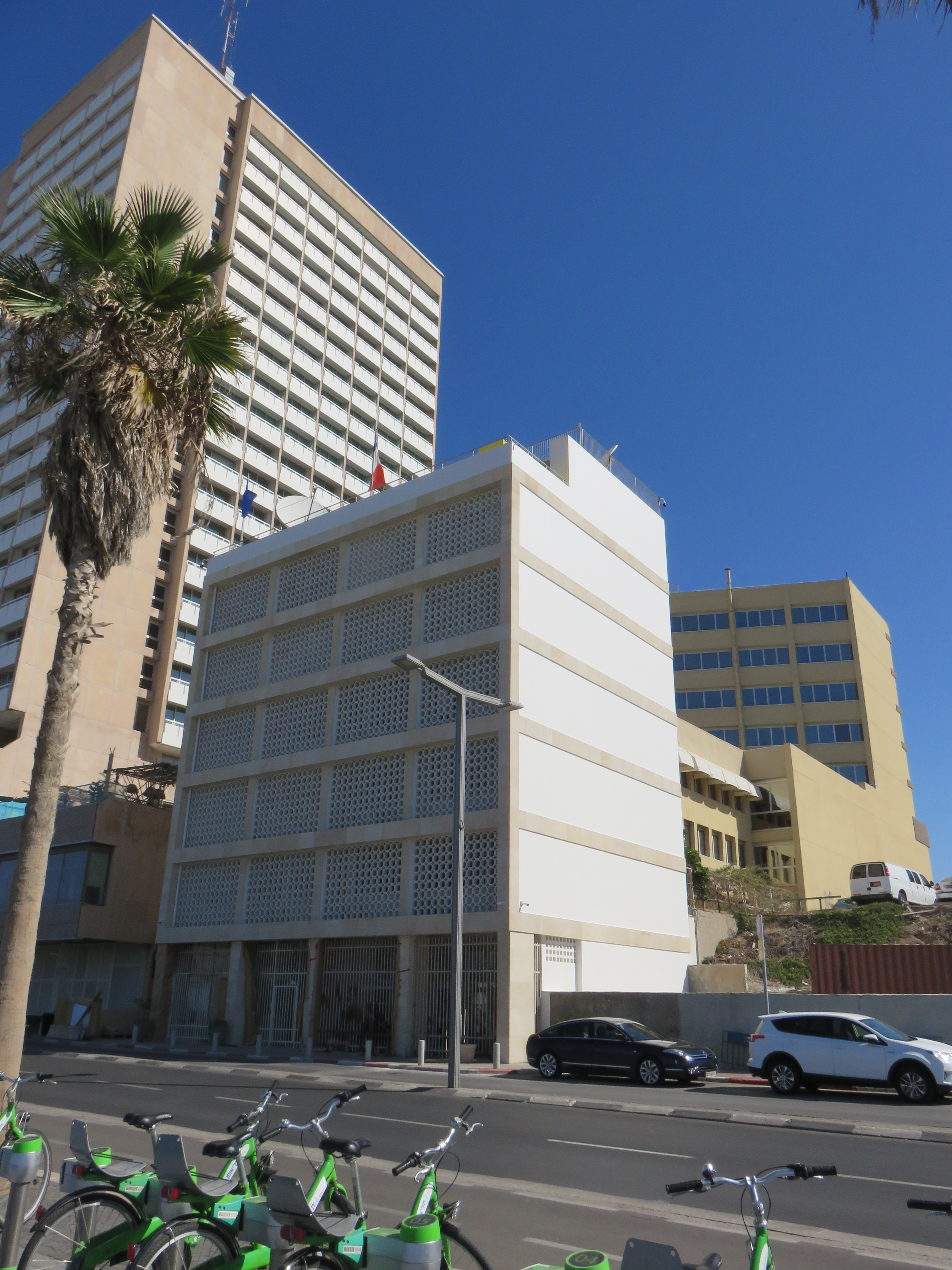
سفارة فرنسا في تل أبيب

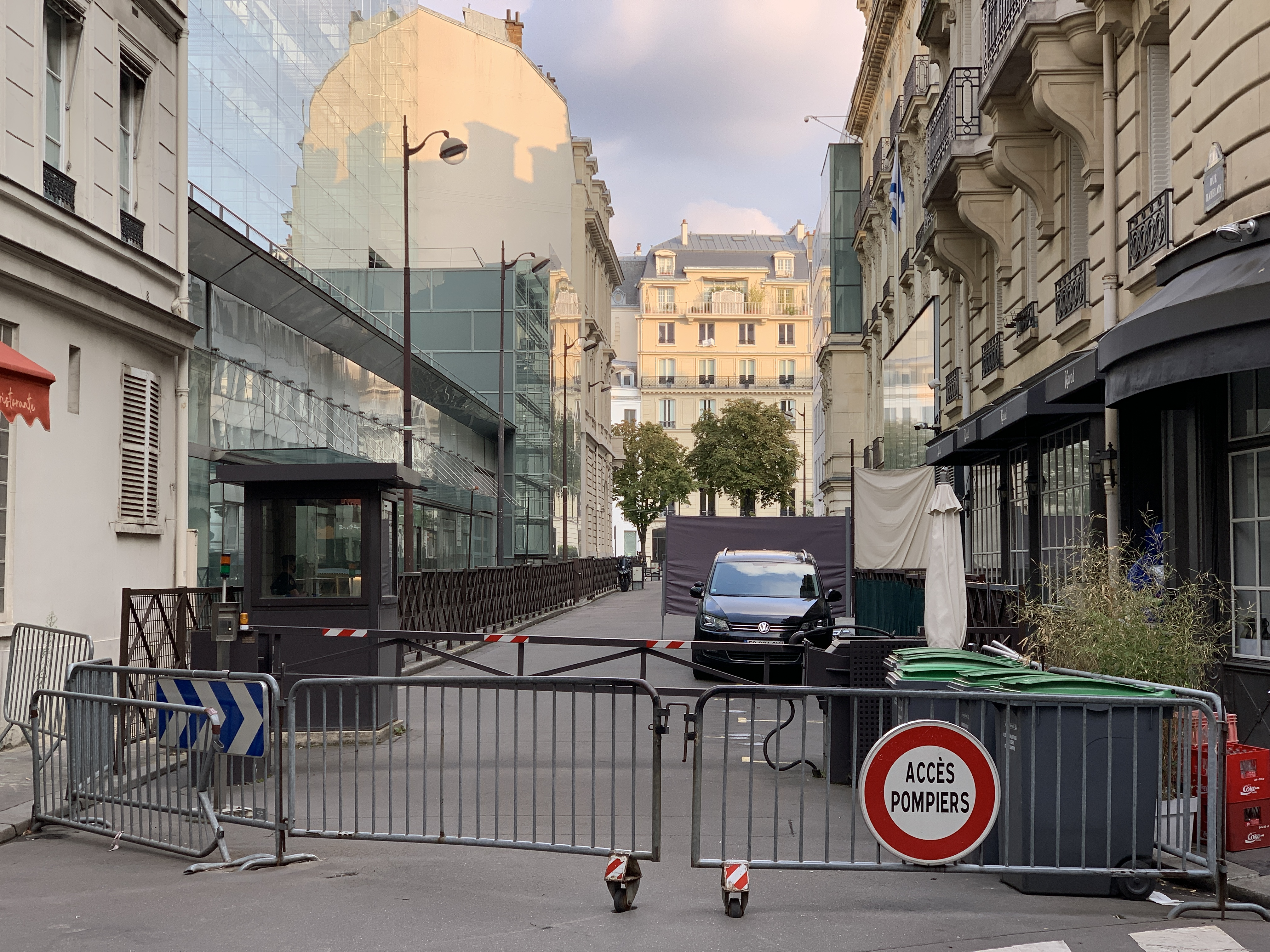
سفارة إسرائيل في باريس

## مقارنة بين البلدين
هذه مقارنة عامة ومرجعية للدولتين:
| وجه المقارنة                                              | إسرائيل                                                             | فرنسا                                                    |
| --------------------------------------------------------- | ------------------------------------------------------------------- | -------------------------------------------------------- |
| المساحة (كم2)                                             | 20.77 ألف                                                           | 643.80 ألف                                               |
| عدد السكان (نسمة)                                         | 8.89 مليون                                                          | 67.12 مليون                                              |
| الكثافة السكانية (ن./كم²)                                 | 428.02                                                              | 104.26                                                   |
| العاصمة                                                   | القدس                                                               | باريس                                                    |
| اللغة الرسمية                                             | اللغة العبرية، اللغة العربية                                        | لغة فرنسية                                               |
| العملة                                                    | شيكل إسرائيلي جديد، شيكل إسرائيلي قديم، جنيه فلسطيني، جنيه إسرائيلي | يورو، فرنك س ف ب، فرنك فرنسي، Livre tournois ‏            |
| الناتج المحلي الإجمالي (بليون دولار)                      | 350.85 مليار                                                        | 2.58 تريليون                                             |
| الناتج المحلي الإجمالي (تعادل القوة الشرائية) بليون دولار | 306.51 مليار                                                        | 2.87 تريليون                                             |
| الناتج المحلي الإجمالي الاسمي للفرد دولار أمريكي          | 35.73 ألف                                                           | 36.20 ألف                                                |
| الناتج المحلي الإجمالي للفرد دولار أمريكي                 | 36.58 ألف                                                           | 39.33 ألف                                                |
| مؤشر التنمية البشرية                                      | 0.899                                                               | 0.888                                                    |
| رمز المكالمات الدولي                                      | +972                                                                | +33                                                      |
| رمز الإنترنت                                              | .il                                                                 | .fr، .bzh ‏، .tf، .re، .wf، .yt، .pm، .paris              |
| المنطقة الزمنية                                           | توقيت إسرائيل، Israel Summer Time ‏                                  | أوروبا/باريس ‏، توقيت وسط أوروبا، توقيت وسط أوروبا الصيفي |

## مدن متوأمة
في ما يلي قائمة باتفاقيات التوأمة بين مدن إسرائيلية وفرنسية:
- ترتبط كريات ملاخي مع روي-مالميزون باتفاقية توأمة.
- ترتبط معالوت ترشيحا مع بيربينيا باتفاقية توأمة منذ 6 يوليو 1998.
- ترتبط نتانيا مع نيس باتفاقية توأمة منذ 1980.
- ترتبط جفعاتايم مع ميلوز باتفاقية توأمة منذ 2005.
- ترتبط كرمئيل مع متز باتفاقية توأمة.
- ترتبط تل أبيب مع تولوز باتفاقية توأمة منذ 1980.[32][32][32][32]
- ترتبط إيلات مع أنتيب باتفاقية توأمة منذ 2012.[33][34][35][36]
- ترتبط كريات شمونة مع نانسي باتفاقية توأمة منذ 3 أبريل 2009.
- ترتبط نهاريا مع إيسي ليه مولينو باتفاقية توأمة منذ 1978.
- ترتبط رمات غان مع ستراسبورغ باتفاقية توأمة.
- ترتبط الخضيرة مع بيزنسون باتفاقية توأمة منذ 1995.
- ترتبط حيفا مع مارسيليا باتفاقية توأمة منذ 1972.[37][37][38][38]
- ترتبط يفنه مع Le Raincy [الإنجليزية]‏ باتفاقية توأمة.
- ترتبط هرتسليا مع تولون باتفاقية توأمة منذ 2010.[39]
- ترتبط كريات طبعون مع كومبيين باتفاقية توأمة منذ 1986.
- ترتبط رامات هاشارون مع دونكيرك باتفاقية توأمة.
- ترتبط غان يفني مع بوتو (فرنسا) باتفاقية توأمة.
- ترتبط رحوفوت مع غرونوبل باتفاقية توأمة منذ 1983.
- ترتبط بئر السبع مع ليون باتفاقية توأمة منذ 1 مارس 2016.
- ترتبط يوكنعام مع مونتوبان باتفاقية توأمة.
- ترتبط حولون مع سوريسن باتفاقية توأمة.
- ترتبط صفد مع ليل باتفاقية توأمة.
- ترتبط طيرة الكرمل مع Maurepas, Yvelines [الإنجليزية]‏ باتفاقية توأمة.
- ترتبط عكا مع سان ماندي باتفاقية توأمة منذ 2015.[40][40][40][41]
- ترتبط بيسان مع تاراسكون باتفاقية توأمة.
- ترتبط سديروت مع أنتوني باتفاقية توأمة منذ 1975.[42][42][43][43]
- ترتبط روش هاعين مع فانف باتفاقية توأمة منذ 13 سبتمبر 2009.
- ترتبط زخرون يعكوف مع شارنتون لو بونت باتفاقية توأمة.
- ترتبط عسقلان مع آكس أون بروفانس باتفاقية توأمة.
- ترتبط ميتار مع Le Chambon-sur-Lignon [الإنجليزية]‏ باتفاقية توأمة.
- ترتبط نيس زيونا مع لو جراند كويفيلي باتفاقية توأمة منذ 1964.[44]
- ترتبط أسدود مع بوردو باتفاقية توأمة منذ 13 سبتمبر 2011.[45][45][46][47]
- ترتبط كفار عقرون مع ميدون باتفاقية توأمة.
- ترتبط طبريا مع مونبلييه باتفاقية توأمة.
- ترتبط بات يام مع فيلوربان باتفاقية توأمة.
- ترتبط غديرا مع فالانس باتفاقية توأمة.
- ترتبط الناصرة العليا مع سانت إتيان باتفاقية توأمة منذ 1974.
- ترتبط كريات يام مع كريتاي باتفاقية توأمة منذ 1990.
- ترتبط ريشون لتسيون مع نيم باتفاقية توأمة منذ 1986.

## منظمات دولية مشتركة
يشترك البلدان في عضوية مجموعة من المنظمات الدولية، منها:
| علم المنظمة | اسم المنظمة                               | تاريخ انضمام إسرائيل | تاريخ انضمام فرنسا |
| ----------- | ----------------------------------------- | -------------------- | ------------------ |
|             | مؤسسة التنمية الدولية                     | 22 ديسمبر 1960       | 30 ديسمبر 1960     |
|             | منظمة التعاون الاقتصادي والتنمية          | 7 سبتمبر 2010        | 7 أغسطس 1961       |
|             | الأمم المتحدة                             | 11 مايو 1949         | 24 أكتوبر 1945     |
|             | منظمة التجارة العالمية                    | 21 أبريل 1995        | 1995               |
|             | منظمة الشرطة الجنائية الدولية             | ?                    | ?                  |
|             | المركز الدولي لتسوية المنازعات الاستشارية | 22 يوليو 1983        | 20 سبتمبر 1967     |
|             | الاتحاد الدولي للاتصالات                  | 24 يونيو 1948        | 1866               |
|             | الفريق المعني برصد الأرض                  | ?                    | ?                  |
|             | البنك الدولي للإنشاء والتعمير             | 12 يوليو 1954        | 27 ديسمبر 1945     |
|             | الاتحاد البريدي العالمي                   | ?                    | ?                  |
|             | مؤسسة التمويل الدولية                     | 26 سبتمبر 1956       | 20 يوليو 1956      |
|             | سيرن                                      | 6 يناير 2014         | 29 سبتمبر 1954     |
|             | وكالة ضمان الاستثمار متعدد الأطراف        | 21 مايو 1992         | 28 ديسمبر 1989     |
|             | يونسكو                                    | 16 سبتمبر 1949       | 4 نوفمبر 1946      |

## أعلام
هذه قائمة لبعض الشخصيات التي تربطها علاقات بالبلدين:
- جلعاد شاليط (كاتب إسرائيلي، 28 أغسطس 1986[54] – )
- ساره ادلر (ممثلة فرنسية، 18 يونيو 1978 – )
- طال (12 ديسمبر 1989 – )
- عفيف بن بدره (1960 – )

## وصلات خارجية
- موقع وزارة الخارجية الإسرائيلية
- موقع وزارة الخارجية الفرنسية